# Lista de filmes sobre jornalismo
Esta lista reúne filmes que versam ou têm relação com o jornalismo.

## #
- 15 Minutes (15 Minutos), EUA, 2001. Direção: John Herzfeld. Elenco: Robert De Niro, Edward Burns, Kelsey Grammer, Avery Brooks, Melina Kanakaredes.

## A
- Absence of Malice (Ausência de Malícia), EUA, 1981. Direção: Sydney Pollack. Elenco: Paul Newman, Sally Field, Bob Balaban.
- Ace in the Hole (A Montanha dos Sete Abutres), EUA, 1951. Direção: Billy Wilder. Elenco: Kirk Douglas, Jan Sterling, Robert Arthur, Porter Hall.
- All the President's Men (Todos os Homens do Presidente), EUA, 1976. Direção: Alan J. Pakula. Elenco: Robert Redford, Dustin Hoffman, Jason Robards, Jane Alexander.
- Almost Famous (Quase Famosos), EUA, 2000. Direção: Cameron Crowe. Elenco: Billy Crudup, Frances McDormand, Kate Hudson, Patrick Fugit.

## B
- The Big Clock (O Relógio Verde), EUA, 1948. Direção: John Farrow. Elenco: Ray Milland, Charles Laughton.
- Blessed Event (?), EUA, 1932. Direção: Roy del Ruth. Elenco: Lee Tracy, Mary Brian.
- Blow-Up (Blow-up - Depois daquele beijo), Itália e Reino Unido, 1966. Direção: Michelangelo Antonioni. Elenco: David Hemmings, Vanessa Redgrave, Sarah Miles.
- The Blue Gardenia (A Gardênia Azul), EUA, 1953. Direção: Fritz Lang. Elenco: Anne Baxter, Richard Conte, Ann Sothern, Raymond Burr.
- Broadcast News (Nos Bastidores da Notícia), EUA, 1987. Direção: James L. Brooks. Elenco: Holly Hunter, Albert Brooks, William Hurt, Jack Nicholson, Joan Cusack, Lois Chiles, Peter Hackes, Robert Prosky.
- The Bonfire of the Vanities (A Fogueira das Vaidades), EUA, 1990. Direção: Brian de Palma. Elenco: Tom Hanks, Bruce Willis, Morgan Freeman, Melanie Griffith.

## C
- Citizen Kane (Cidadão Kane), EUA, 1941. Direção: Orson Welles. Elenco: Orson Welles.

- The China Syndrome (Síndrome da China), EUA, 1979. Direção: James Bridges. Elenco: Jack Lemmon, Jane Fonda, Michael Douglas.

## D
- Deadline Midnight (?), EUA, 1959. Direção: Jack Webb. Elenco: Jack Webb, William Conrad.
- Deadline USA (Idem), EUA, 1952. Direção: Richard Brooks. Elenco: Humphrey Bogart, Ethel Barrymore, Ed Begley.
- Doces Poderes, Brasil, 1997. Direção: Lúcia Murat. Elenco: Marisa Orth, Antônio Fagundes, Sérgio Mamberti.
- La dolce vita (A Doce Vida), Itália, 1960. Direção: Federico Fellini. Elenco: Marcello Mastroianni, Sophia Loren.

## F
- The Front Page (?), EUA, 1931. Direção: Lewis Milestone. Elenco: Adolph Menjou, Pat O'Brien, Mary Brian.
- The Front Page (A Primeira Página), EUA, 1974. Direção: Billy Wilder. Elenco: Jack Lemmon, Walter Matthau, Susan Sarandon.
- Frost/Nixon, EUA, 2008, Direção: Ron Howard. Elenco: Frank Langella,Michael Sheen.

## G
- Good Night, and Good Luck. (Boa noite e boa sorte), EUA, 2005. Direção: George Clooney. Elenco: David Strathairn, George Clooney, Robert Downey Jr., Patricia Clarkson, Frank Langella, Jeff Daniels, Tate Donovan, Ray Wise.

- A Grande Arte,  Brasil/EUA, 1988. Direção: Walter Salles Jr.. Elenco: Peter Coyote, Ana Beatriz Nogueira.

## H
- Heartburn (A Difícil Arte de Amar), EUA, 1986. Direção: Mike Nichols. Elenco: Jack Nicholson, Dianne Wiest.
- Hero (Herói por Acaso), EUA, 1992. Direção: Stephen Frears. Elenco: Dustin Hoffman, Andy Garcia, Geena Davis.
- His Girl Friday (Jejum de Amor), EUA, 1940. Direção: Howard Hawks. Elenco: Cary Grant, Rosalind Russell.

## I
- I Love Trouble (Adoro Problemas), EUA, 1994. Direção: Charles Shyer. Elenco: Julia Roberts, Nick Nolte.
- The Insider (O Informante), EUA, 1999. Direção: Michael Mann. Elenco: Al Pacino, Russell Crowe, Christopher Plummer, Diane Venora, Philip Baker Hall.

## J
- Jenipapo, Brasil, 1995. Direção: Monique Gardenberg. Elenco: Ana Beatriz Nogueira.

## K
- The Killing Fields (O Gritos do Silêncio), EUA, 1984. Direção: Roland Joffé. Elenco: Sam Waterston, John Malkovich, Craig T. Nelson.

## M
- Mad City (O Quarto Poder), EUA, 1997, Direção: Costa-Gavras. Elenco: Dustin Hoffman, John Travolta.
- Made in U.S.A. (Idem) França, 1966. Direção: Jean-Luc Godard. Elenco: Anna Karina, Jean-Pierre Léaud, László Szabó.
- The Man Inside (Relatório Wallraff), EUA 1990. Direção Bobby Roth. Elenco: Jurgen Prochnow, Peter Coyote, Nattalie Baye, Dieter Laser, Philip Auglim.

## N
- Network (Rede de Intrigas), EUA, 1976. Direção: Sidney Lumet. Elenco: William Holden, Faye Dunaway, Peter Finch, Robert Duvall, Beatrice Straight.
- No Man's Land / Nikogaršnja zemlja (Terra de Ninguém), Bósnia-Herzegovina/Eslovênia, 2001. Direção: Danis Tanovic. Elenco: Branko Djuric, Rene Bitorajac.

## P
- The Paper (O Jornal), EUA, 1994. Direção: Ron Howard. Elenco: Michael Keaton, Glenn Close, Robert Duvall.
- The Pelican Brief (O Dossiê Pelicano), EUA, 1993. Direção Alan J. Pakula. Elenco: Julia Roberts, Denzel Washington.
- Professione: Reporter (O Passageiro - Profissão: Repórter), EUA, 1975. Direção: Michelangelo Antonioni. Elenco: Jack Nicholson.
- The Public Eye (A Testemunha Ocular), EUA, 1992. Direção: Howard Franklin. Elenco: Joe Pesci, Barbara Hershey.

## R
- Reds (Idem) EUA, 1981. Direção: Warren Beatty. Elenco: Warren Beatty, Diane Keaton, Jack Nicholson, Edward Herrmann.
- Roman Holiday (A Princesa e o Plebeu), EUA, 1953. Direção: William Wyler. Elenco: Audrey Hepburn, Gregory Peck.

## S
- Salvador (Salvador, o Martírio de um Povo), EUA, 1986. Direção: Oliver Stone. Elenco: James Woods, James Belushi.
- Shattered Glass (O Preço de uma Verdade), EUA, 2003. Direção: Billy Ray. Elenco: Hayden Christensen, Peter Sarsgaard, Chloë Sevigny.
- The Shipping News (Chegadas e Partidas), Canadá, 2001. Direção: Lasse Hallstrom. Elenco: Judi Dench, Kevin Spacey.
- Sostiene Pereira, Itália, 1996. Direção: Roberto Faenza. Elenco: Marcello Mastroianni.
- Sweet Smell of Success (A Embriaguez do Sucesso), EUA, 1957. Direção: Alexander Mackendrick. Elenco: Burt Lancaster, Tony Curtis, Susan Harrison.
- Switching Channels (Troca de Maridos), EUA, 1988. Direção: Ted Kotcheff. Elenco: Burt Reynolds, Kathleen Turner, Christopher Reeve.

## T
- To Die For (Um Sonho sem Limites), EUA, 1995. Direção: Gus van Sant. Elenco: Nicole Kidman, Matt Dillon, Joaquin Phoenix.
- The Children of Huang Shi (Orfãos da Guerra), Australia, China, Germany, 2008. Direção: Roger Spottiswoode. Elenco: Jonathan Rhys Meyers, Radha Mitchell, Yun-Fat Chow, Michelle Yeoh.
- The Post (The Post - A Guerra Secreta), EUA, 2017. Direção: Steven Spielberg. Elenco: Meryl Streep, Tom Hanks.

## U
- Up Close & Personal (Íntimo e Pessoal), EUA, 1996. Direção: John Avnet. Elenco: Robert Redford, Michelle Pfeiffer, Stockard Channing.

## V
- Vlado - 30 anos depois, Brasil, 2005. Direção: João Batista de Andrade. Elenco: a viúva de Vlado, seus amigos e pessoas que viveram o terror do regime militar.

- Veronica Guerin, EUA, 2003. Direção: Joel Schumacher. Elenco: Cate Blanchett, Gerard McSorley.

## W
- Welcome to Sarajevo (Bem-vindo a Sarajevo), EUA, 1997. Direção: Michael Winterbottom. Elenco: Stephen Dillane, Woody Harrelson, Marisa Tomei, Goran Visnjic.
- Winchell (O Poder da Notícia), EUA, 1998. Direção: Paul Mazursky. Elenco: Christopher Plummer, Stanley Tucci, Glenne Headly, Kevin Tighe.
- Wag the Dog (Mera Coincidência), EUA, 1997. Direção: Barry Levinson. Elenco: Robert DeNiro, Dustin Hoffman, Kirsten Dunst.

## Y
- The Year of Living Dangerously (O Ano em que Vivemos em Perigo), EUA, 1982. Direção: Peter Weir. Elenco: Linda Hunt, Mel Gibson.